# Gerana
Gerana (altgriechisch Γεράνα Gerána), vereinzelt auch Oinoe genannt, ist eine Gestalt der griechischen Mythologie.
Von ihrem Stamme der Pygmäen göttlich verehrt, verachtete sie wahre Göttinnen wie Hera und Artemis. Zur Strafe verwandelte Hera sie in einen Kranich. Aus Sehnsucht nach ihrem Sohn Mopsos, den sie ihrem Gemahl Nikodamas geboren hatte, flog Gerana danach ständig um das Haus. Die Pygmäen aber vertrieben sie; seitdem herrscht Feindschaft zwischen den Kranichen und den Pygmäen.
Gerana soll mit ihrem Gatten auch die Landschildkröte gezeugt haben.